# Jesús Infante Pérez de Pipaón
Jesús Infante Pérez de Pipaón (Logroño, 5 de septiembre de 1926- 11 de mayo de 2016) fue un artista español.

## Biografía
Se matriculó en la Escuela de Artes y Oficios de su ciudad y en Dibujo y, más tarde, en Modelado y Vaciado, siendo su profesor Agustín Ballester. Obtuvo el título de profesor mercantil y se unió en matrimonio con Elena Sáenz López el 3 de mayo de 1956 y tuvieron tres hijos, Esperanza, María Higinia y Juan Cruz.
En sus inicios, abrió un taller de escultura en varios materiales. Realizó gigantes y cabezudos, la restitución de la cabeza de Sagasta en bronce, colocada hoy en una plaza pública logroñesa y El afilador en bronce (en Bueno Hermanos, tijeras tres claveles).[cita requerida] También realizó varios trabajos de restauración como la de la virgen de Castejón de Nieva de Cameros.
Pronto dejó la escultura por su interés primordial hacia la pintura y se inició y perfeccionó en el género de la acuarela sin profesores directos.[cita requerida] Su primera exposición fue en 1958 y una década después fundó, junto con otros artistas el grupo Revellín, uno de los primeros movimientos artísticos en La Rioja. En 1969 realizó su primera exposición individual en Pamplona. Colaboró con sus obras en la publicación de varios libros como La brujería en la Rioja de Alfredo Gil del Río, o La Rioja y sus Albores.
Falleció en Logroño el día 11 de mayo de 2016.

## Premios
Primera medalla del salón de otoño de Madrid (1986), premio nacional de acuarela de Valladolid (1975), premio Aboleng del Salón de Bellas artes de Madrid (1989). 
En el año 2000 le concedieron el Mazacote de Oro y en el año 2001 recibió el Galardón a las Bellas Artes de La Rioja.